# Enslaved
Enslaved (engl.: ‚versklavt‘) ist eine 1991 gegründete Viking-/Progressive-Metal-Band aus Norwegen.

## Geschichte

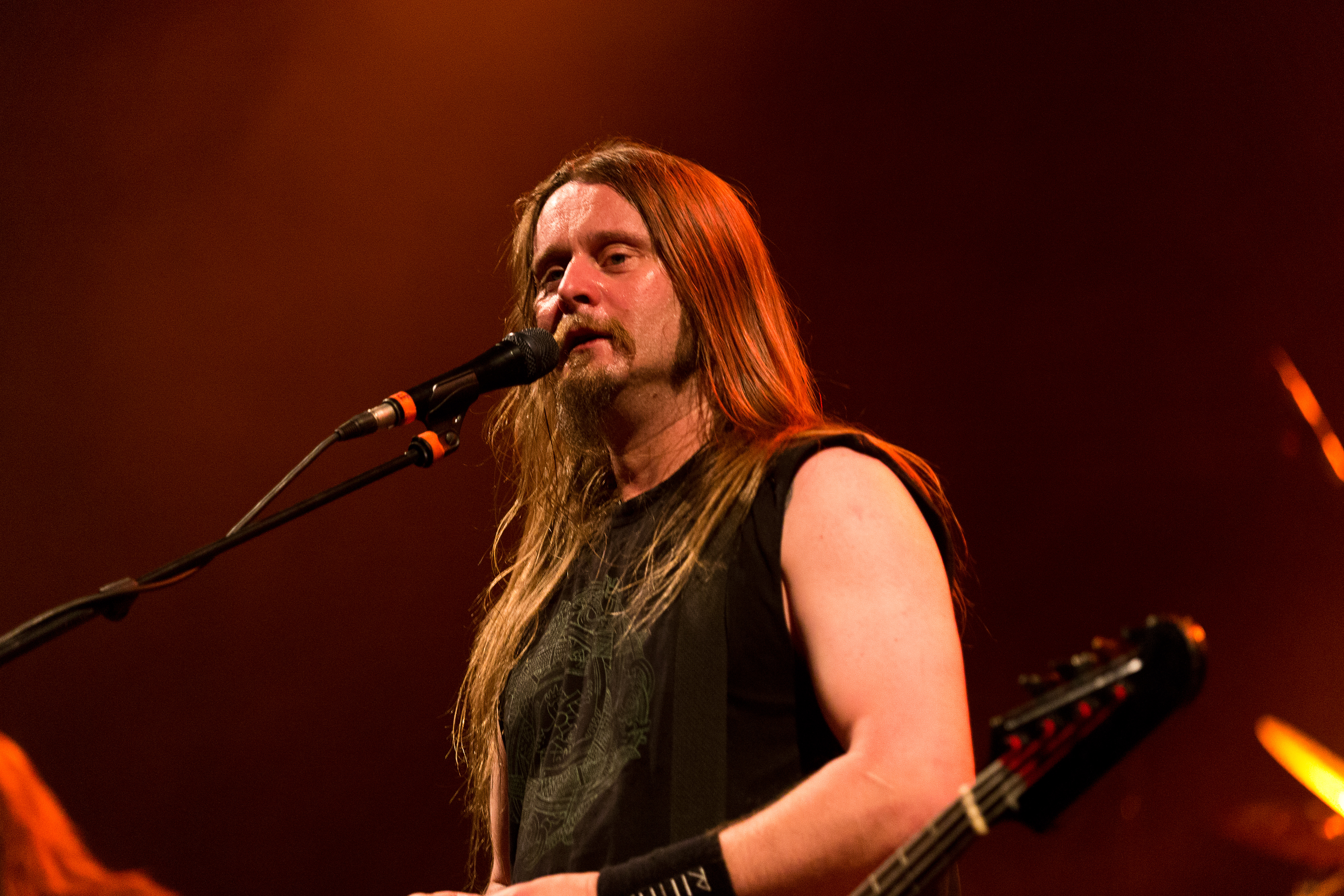
Sänger Grutle Kjellson beim Wave-Gotik-Treffen 2016.

Enslaved wurde 1991 von Grutle Kjellson (Bass, Gesang) und Ivar Bjørnson (Gitarre, Keyboards) in Haugesund (Norwegen) gegründet. Vorher spielten sie in einer Death-Metal-Band namens Phobia, waren aber von der Death-Metal-Szene und den anderen Mitgliedern gelangweilt und gründeten dann eine neue Band, deren Namen Demonaz von Immortal in Anlehnung an den Immortal-Titel Enslaved in Rot vorschlug. Zunächst war die Band von Bands der ersten und zweiten Welle des Black Metal beeinflusst. Sie gehörte zum Umfeld der norwegischen Black-Metal-Bewegung mit Bands wie Burzum, Darkthrone und Mayhem, behandelte im Gegensatz zu ihnen jedoch nicht das Thema des Satanismus (weshalb sie Bjørnson zufolge immer etwas außen vor stand), sondern schrieb Lieder über die Sagen und Mythen ihrer Vorfahren, den Glauben an Odin und die Asen. Dadurch gilt die Band als eine der Begründer des Viking Metals. Zwar bediente sich bereits die schwedische Band Bathory in ihren Texten der Thematik der Wikinger, benutzte jedoch nicht diesen Begriff für ihre Musik. Des Weiteren vermied Enslaved die für den Black Metal typische Verwendung von Pseudonymen, ließ ab dem zweiten Demo Yggdrasill viele folkloristische Elemente in ihre Lieder einfließen und verband krächzenden Schrei-Gesang mit hymnischen Männerchören.

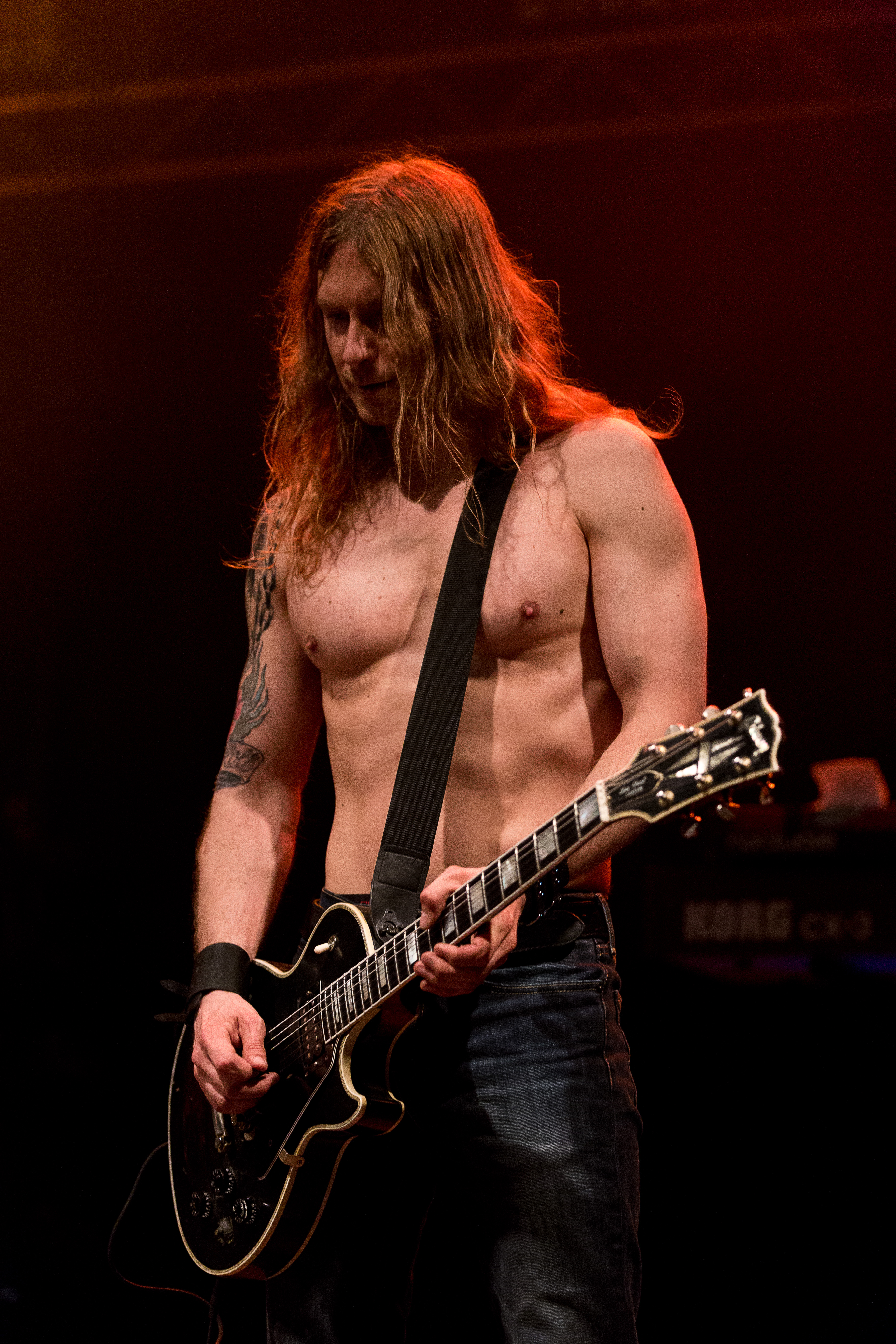
Arve Isdal auf dem Wave-Gotik-Treffen 2016

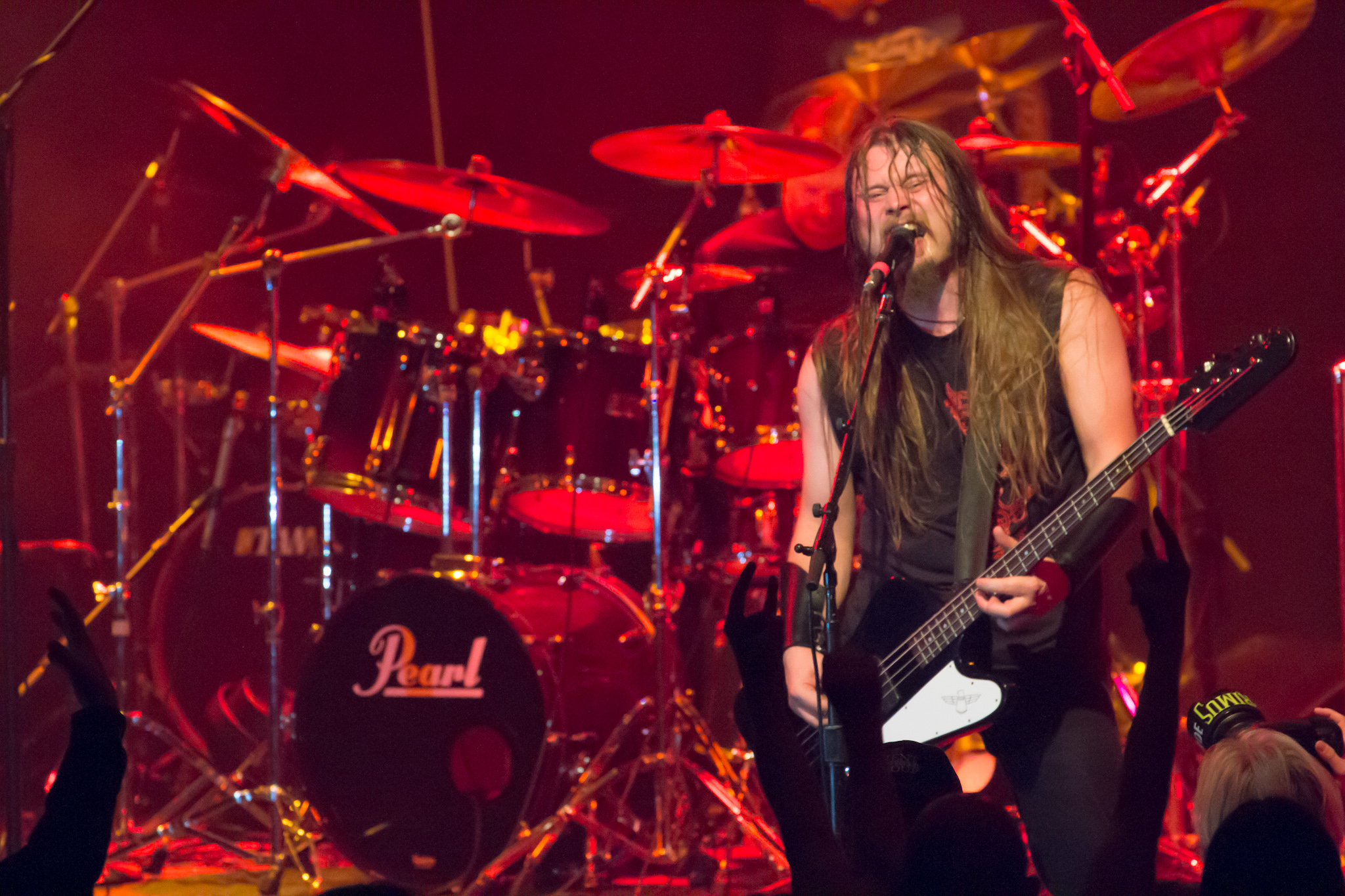
Enslaved auf der Barge to Hell 2012

In der Anfangszeit waren die Musiker extrem auf ihre Band fixiert und „verbrachten kaum Zeit mit anderen Menschen“. Das erste Demo Nema aus dem Jahre 1991 war für die Mitglieder nicht zufriedenstellend, weswegen sie neue Lieder für ihr zweites Demo Yggdrasill aufnahmen. Dieses sandten sie an Mayhem-Mitbegründer Euronymous, der Inhaber des Plattenlabels Deathlike Silence Productions war und ihnen daraufhin einen Vertrag anbot. Nach dessen Ermordung erschien das ihm gewidmete Debütalbum Vikingligr Veldi 1994 bei einem seiner Geschäftspartner auf dem Label Voices of Wonder.
Enslaved bekam danach einen Vertrag von dem französischen Label Osmose Productions, welches zu dieser Zeit viele bekannte Black-Metal-Bands unter Vertrag hatte. Dort erschien noch 1994 ihr zweites Album Frost, welches den Begriff des „Viking Metal“ auf der Rückseite des Beihefts stehen hatte; Bjørnson erklärt, dass es wichtig sei, wie man seine Musik bezeichnet, und es für die Band natürlich gewesen sei, einen anderen Begriff als „Black Metal“ für die eigene Musik zu verwenden. Durch Frost erlangte die Band große Bekanntheit und einen gewissen Status innerhalb der Szene.
Mit dem Nachfolgeralbum Eld (1997) führte Enslaved dann erstmals Elemente des Progressive Rock in ihre Musik ein, was teilweise Kritik puristischer Black-Metal-Anhänger einbrachte. Das 1998 veröffentlichte Album Blodhemn, machte viele der vorherigen Entwicklungen rückgängig.  Um 2000 äußerte Ivar Bjørnson jedoch, ihm bedeute Eld „immer noch sehr viel“.
Das Nachfolgealbum Mardraum war wieder ein Schritt in die andere Richtung und übertraf vom experimentellen Charakter her alle bisherigen Veröffentlichungen der Band. Auf diesem veröffentlichte sie mit Entrance-Escape erstmals offiziell Material in englischer Sprache, da Roy Kronheim den Text geschrieben hatte. Danach folgte 2001 das Album Monumension, dem Besetzungswechsel und in den folgenden zwei Jahren die Arbeit an dem erfolgreichen Album Below the Lights folgten, welches dann 2003 erschien. Below the Lights stellt in kommerzieller Hinsicht den größten Erfolg der Band dar, denn dieses Album führte zu einer Nominierung für den Spellemannpris in der Kategorie „Bestes Metal-Album“, den dann allerdings doch Satyricon mit Volcano gewann.
Die Band wechselte 2003 zum Label Tabu Recordings, da die Motivation bei der Zusammenarbeit von Osmose und Enslaved nach dem Eindruck der Band auf beiden Seiten nachließ und die Kommunikation laut Bjørnson dadurch erleichtert werde, dass das neue Label aus ihrem Heimatland komme, und nahm ein Jahr darauf mit wiederum neuen Musikern das Album Isa auf. Zu der Single Isa wurde auch erstmals ein Musikvideo vor norwegischer Bergkulisse gedreht. Diesmal gewann die Band am 26. Februar 2005 den Spellemannpris in der Kategorie „Beste Metal-Veröffentlichung“ für besagtes Album. Im Oktober 2005 brachte die Band ihre zweite Live-DVD Return to Yggdrasill – Live in Bergen heraus, die auf dem Bergenfest-Festival in Bergen im Mai 2005 aufgenommen wurde. Zu jener Zeit war die Band kaum noch vom Black Metal beeinflusst, sondern vielmehr von der Rockmusik der 1970er Jahre.
Im Mai 2006 erschien mit Ruun das neunte Studioalbum, für das ihnen am 27. Januar der nächste Spellemannpris verliehen wurde. Nach einer Europatournee spielte die Band am 15. Juli auf dem Osloer Norwegian-Wood-Festival zusammen mit Evanescence und Korn. Zudem steuerte die Band für den Stummfilmklassiker "Terje Vigen" von Henrik Ibsen den Titel "Ruun" vom gleichnamigen Album als Soundtrack bei. 2008 folgte mit Vertebrae das zehnte Studioalbum der Band. Es erreichte Platz 20 in den norwegischen Albumcharts und wurde von den Kritikern des Musikmagazins Terrorizer zum Album des Jahres gewählt.
Am 27. September 2010 erschien mit Axioma Ethica Odini das elfte Studioalbum der Band, welches es bis auf Platz 11 der norwegischen Charts schaffte und einen weiteren Spellemannpris einbrachte. Die Lieder des Albums waren durchgehend von Riffs geprägt und aufgrund der Länge mancher Lieder waren deutliche Spannungsaufbauten zu erkennen. 2011 erschien die EP The Sleeping Gods, dessen Lieder auf der Bandhomepage frei zum Download zur Verfügung stehen.
Im Jahr 2012 unterschrieben Enslaved einen weltweiten Vertrag beim Label Nuclear Blast. Darüber erschien schließlich am 28. September 2012 das Album RIITIIR, welches der Band erneut eine Nominierung für den Spellemannpris einbrachte.
Am 2. Oktober 2020 veröffentlichte die Band ihr 15. Studioalbum Utgard. Die Vinyl-Single Homebound wurde vorab ausgekoppelt. Am 25. Juni 2021 erschien das Box-Set Cinematic Tour 2020, eine Sammlung von vier während der Corona-Pandemie gestreamten Liveauftritten der Band. Am 1. Oktober 2021 folgte die EP Caravans to the Outer Worlds.

## Diskografie
Studioalben

| Jahr | Titel Musiklabel                               | Höchstplatzierung, Gesamtwochen, AuszeichnungChartplatzierungen (Jahr, Titel, Musiklabel, Platzierungen, Wochen, Auszeichnungen, Anmerkungen) | Höchstplatzierung, Gesamtwochen, AuszeichnungChartplatzierungen (Jahr, Titel, Musiklabel, Platzierungen, Wochen, Auszeichnungen, Anmerkungen) | Höchstplatzierung, Gesamtwochen, AuszeichnungChartplatzierungen (Jahr, Titel, Musiklabel, Platzierungen, Wochen, Auszeichnungen, Anmerkungen) | Höchstplatzierung, Gesamtwochen, AuszeichnungChartplatzierungen (Jahr, Titel, Musiklabel, Platzierungen, Wochen, Auszeichnungen, Anmerkungen) | Anmerkungen                                                                             |
| Jahr | Titel Musiklabel                               | DE | AT | CH | NO | Anmerkungen                                                                             |
| ---- | ---------------------------------------------- | --- | --- | --- | --- | --------------------------------------------------------------------------------------- |
| 1994 | Vikingligr Veldi Deathlike Silence Productions | — | — | — | — | Erstveröffentlichung: 28. Februar 1994                                                  |
| 1994 | Frost Osmose Productions                       | — | — | — | — | Erstveröffentlichung: 26. November 1994                                                 |
| 1997 | Eld Osmose Productions                         | — | — | — | — | Erstveröffentlichung: 7. April 1997                                                     |
| 1998 | Blodhemn Osmose Productions                    | — | — | — | — | Erstveröffentlichung: 1. Juni 1998                                                      |
| 2000 | Mardraum: Beyond the Within Osmose Productions | — | — | — | — | Erstveröffentlichung: 3. Oktober 2000                                                   |
| 2001 | Monumension Osmose Productions                 | — | — | — | — | Erstveröffentlichung: 27. November 2001                                                 |
| 2003 | Below the Lights Osmose Productions            | — | — | — | — | Erstveröffentlichung: 14. April 2003                                                    |
| 2004 | Isa Osmose Productions                         | — | — | — | — | Erstveröffentlichung: 1. November 2004                                                  |
| 2006 | Ruun Tabu Recordings                           | — | — | — | NO23 (1 Wo.)NO | Erstveröffentlichung: 8. Mai 2006                                                       |
| 2008 | Vertebrae Indie Recordings                     | — | — | — | NO20 (2 Wo.)NO | Erstveröffentlichung: 29. September 2008 Wiederveröffentlichung 2019 via By Norse Music |
| 2010 | Axioma Ethica Odini Nuclear Blast              | — | — | — | NO11 (3 Wo.)NO | Erstveröffentlichung: 27. September 2010 Wiederveröffentlichung 2019 via By Norse Music |
| 2012 | RIITIIR Nuclear Blast                          | DE72 (1 Wo.)DE | AT70 (1 Wo.)AT | CH92 (1 Wo.)CH | NO15 (2 Wo.)NO | Erstveröffentlichung: 9. Oktober 2012                                                   |
| 2015 | In Times Nuclear Blast                         | DE66 (1 Wo.)DE | — | — | NO21 (2 Wo.)NO | Erstveröffentlichung: 10. März 2015                                                     |
| 2017 | E Nuclear Blast                                | DE80 (1 Wo.)DE | — | CH55 (1 Wo.)CH | NO12 (1 Wo.)NO | Erstveröffentlichung: 13. Oktober 2017                                                  |
| 2020 | Utgard Nuclear Blast                           | DE30 (1 Wo.)DE | AT59 (1 Wo.)AT | — | — | Erstveröffentlichung: 2. Oktober 2020                                                   |
| 2023 | Heimdal Nuclear Blast                          | DE26 (1 Wo.)DE | AT51 (1 Wo.)AT | CH27 (1 Wo.)CH | — | Erstveröffentlichung: 3. März 2023                                                      |

## Auszeichnungen
Spellemannprisen
- 2000: Kategorie „Hardrock“ für Album Mardraum: Beyond the Within (nominiert)
- 2003: Kategorie „Metal“ für Album Below the Lights (nominiert)
- 2004: Kategorie „Metal/Hardrock“ für Album Isa (gewonnen)
- 2006: Kategorie „Metal“ für Album Ruun (gewonnen)
- 2008: Kategorie „Metal“ für Album Vertebrae (gewonnen)
- 2010: Kategorie „Metal“ für Album Axioma Ethica Odini (gewonnen)
- 2012: Kategorie „Metal“ für Album Riitiir (nominiert)
- 2017: Kategorie „Metal“ für Album E (gewonnen)
- 2020: Kategorie „Metal“ für Album Utgard (nominiert)